# Poniatowa
Poniatowaⓘ é um município no sudeste da Polônia, na parte ocidental da voivodia de Lublin, no condado de Opole, localizado no planalto de Lublin, no vale de Chodel. É a sede da comuna urbano-rural de Poniatowa.
A cidade está localizada na histórica Pequena Polônia, pertencia à antiga região de Lublin. Nos anos 1975−1998, a cidade pertenceu administrativamente à antiga voivodia de Lublin. Estende-se por uma área de 15,3 km², com 8 853 habitantes, segundo o censo de 31 de dezembro de 2021, com uma densidade populacional de 578,6 hab./km².

## História

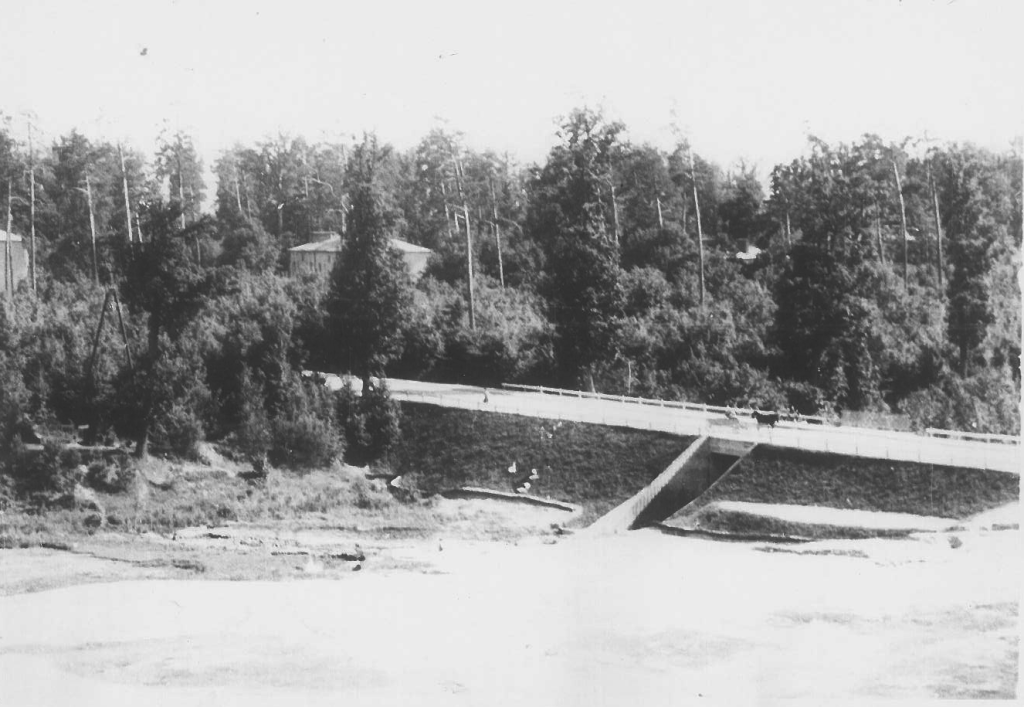
Barragem no rio Kraczewianka, rua Nałęczowska

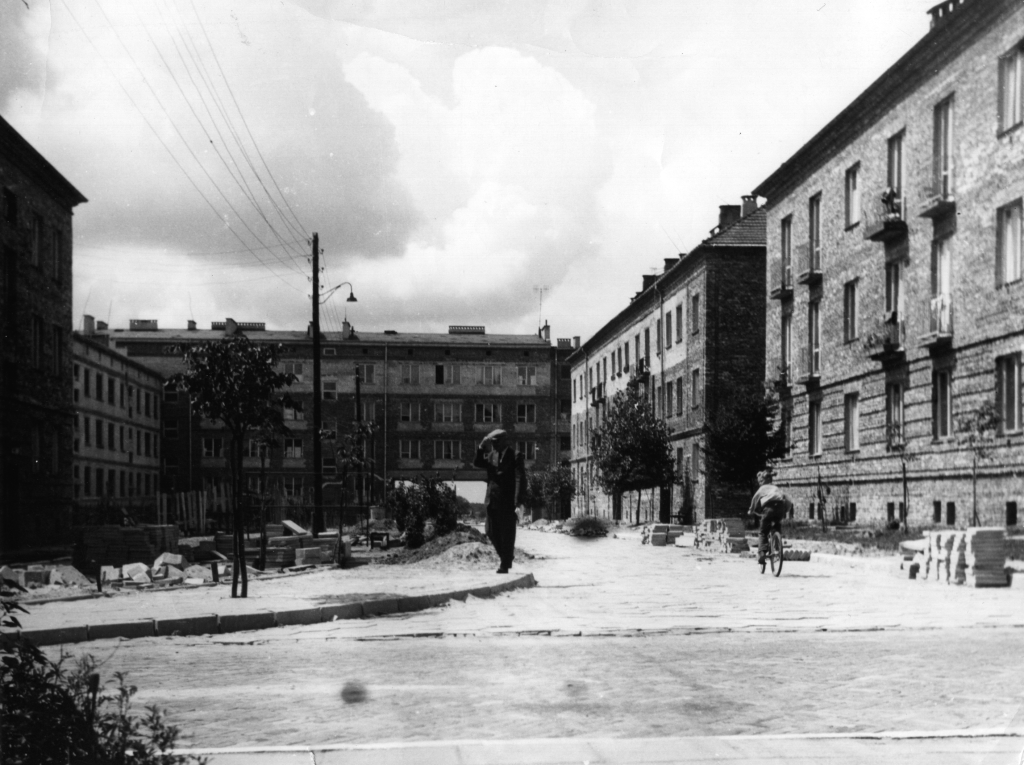
Rua Słoneczna, vista da rua Młodzieżowej

Nos tempos da Coroa do Reino da Polônia, Poniatowa pertencia à família Poniatowski. Desde a primeira metade do século XV, vários ramos da família Poniatowski viveram em Poniatowa, diferindo entre si pelos apelidos: Tłuk, Jarasz e Ciołek. O rei Stanisław August Poniatowski vem deste último.
No período do século XV ao XVII, as famílias Wronowski e Czelustki estão ligadas à aldeia de Poniatowa. Existem também outros nomes individuais, sobrenomes e apelidos, por exemplo: Jaśko Rakowa Noga, Piotr Wydra, Tomasz Pierzyna, Jan Patronek, Sługocki, Kośmińscy e Koźmianowie.
Em Poniatowa, em 1941, nas instalações das fábricas técnicas de rádio e televisão, os alemães criaram um campo para prisioneiros de guerra soviéticos internados, pelo qual passaram cerca de 22 000 deles passaram no outono de 1942. Naquela época, cerca de 18 000 soviéticos morreram de fome lá. Este campo foi liquidado em 1942 e em seu lugar foi instalado um campo de trabalho − a fábrica têxtil Walther C. Tőbbens − para judeus inicialmente trazidos de Opole Lubelskie. Em abril e maio de 1943, transportes do gueto de Varsóvia liquidado chegaram ao campo. Em meados de 1943, o número de judeus presos no campo variava de 14 a 18 000. Em 4 de novembro de 1943, durante um massacre de um dia, o campo foi liquidado. Durante a noite entre 3 e 4 de novembro de 1943, na liquidação de judeus na região de Lublin sob o codinome Erntefest (festival da colheita), cerca de 15 000 judeus foram fuzilados ou queimados vivos. No total, morreram de 17,5 a 19,5 mil deles. De acordo com Leszek Radzikowski, Walter Tőbbens “organizou um acampamento em miniatura aqui para os judeus mais ricos da Europa, onde por altas taxas eles tinham o direito de viver mais algumas semanas e em condições um pouco menos miseráveis”.
Após a guerra, um monumento foi erguido no local do acampamento liquidado e do assassinato em massa.
Em 1944, Poniatowa foi liberta por soldados do Exército da Pátria.
Após a libertação, o Ministério da Segurança Pública da Polônia criou o campo de trabalho n.º 153 para ex-soldados do Exército da Pátria e da clandestinidade da independência.
Em 18 de julho de 1962, Poniatowa recebeu os direitos de cidade sob o regulamento do Conselho de Ministros. No mesmo ano, foi inaugurado um sanatório antituberculose.

## Demografia
Conforme os dados do Escritório Central de Estatística da Polônia (GUS) de 31 de dezembro de 2022, Poniatowa é uma cidade pequena com uma população de 8 367 habitantes (22.º lugar na voivodia de Lublin e 440.º na Polônia), tem uma área de 15,3 km² (24.º lugar na voivodia de Lublin e 414.º lugar na Polônia) e uma densidade populacional de 548 hab./km² (20.º lugar na voivodia de Lublin e 567.º lugar na Polônia). Nos anos 2002–2021, o número de habitantes diminuiu 13,2%.
Os habitantes de Poniatowa constituem cerca de 14,41% da população do condado de Opole, constituindo 0,41% da população da voivodia de Lublin.
| Descrição                         | Total      | Total    | Mulheres   | Mulheres | Homens     | Homens   |
| --------------------------------- | ---------- | -------- | ---------- | -------- | ---------- | -------- |
| unidade                           | habitantes | %        | habitantes | %        | habitantes | %        |
| população                         | 8 367      | 100      | 4 509      | 53,9     | 3 858      | 46,1     |
| superfície                        | 15,3 km²   | 15,3 km² | 15,3 km²   | 15,3 km² | 15,3 km²   | 15,3 km² |
| densidade populacional (hab./km²) | 548        | 548      | 295,4      | 295,4    | 252,6      | 252,6    |

## Economia

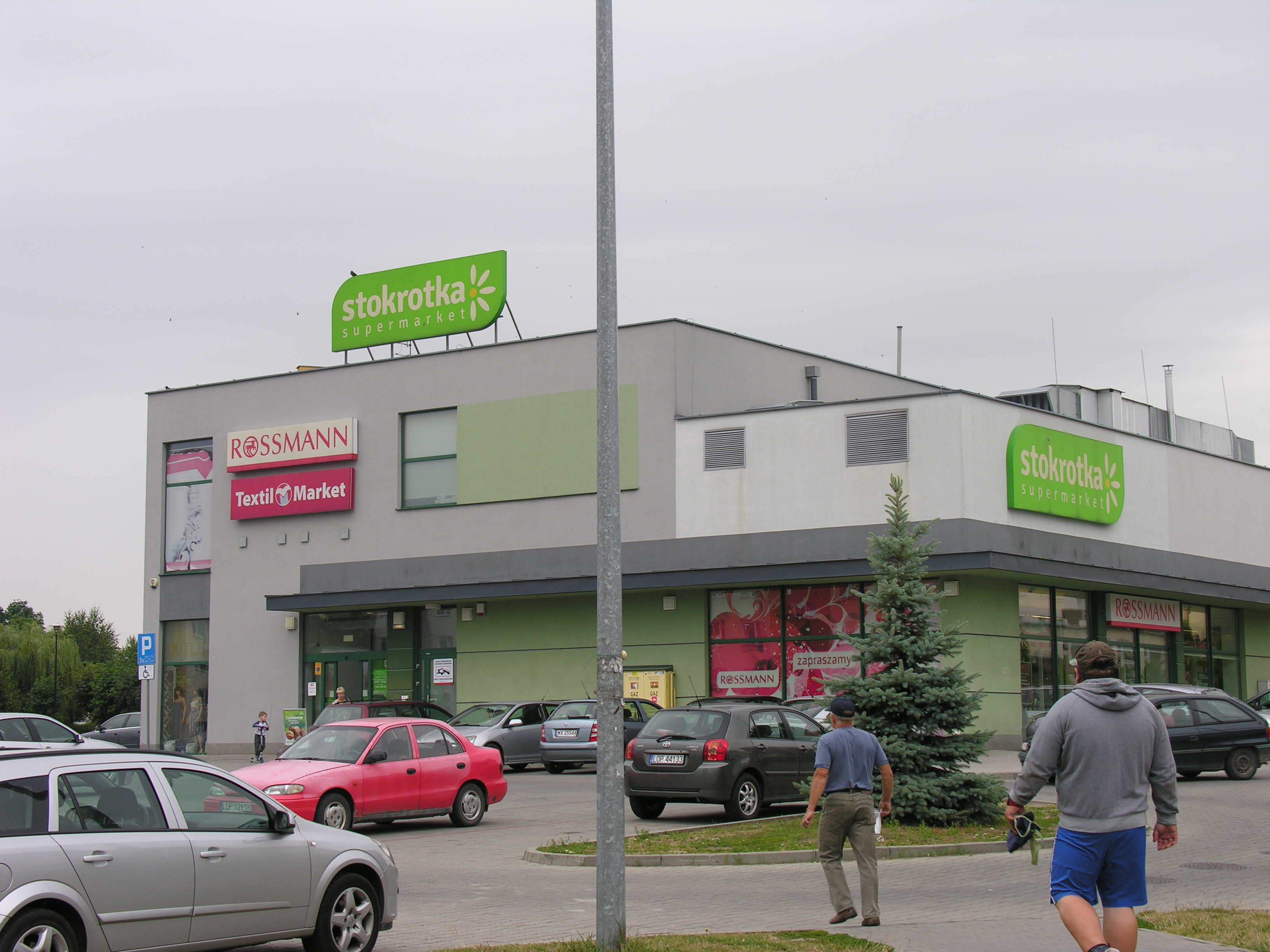
Galeria Stokrotka

Em 1937, foi iniciada a construção de uma fábrica de equipamentos de rádio e comunicação para o exército como parte do Distrito Industrial Central, com início da produção em julho de 1939. Durante a era comunista, ela operou como Fábrica de equipamentos domésticos mecanizados Predom EDA, a empresa estava envolvida na produção de eletrodomésticos, incluindo máquinas de lavar e espremedores de sucos de frutas. Ela pertencia ao sindicato industrial Predom. Durante seu período mais próspero, a EDA empregou mais de 5 000 pessoas. No final da década de 1980 e início da década de 1990, os problemas econômicos aumentaram, principalmente devido a dificuldades na fábrica eletromecânica da EDA. A fábrica foi declarada falida.
A década de 1970 foi marcada por um intenso desenvolvimento da cidade − muitas instalações públicas, lojas e pontos de serviço foram construídos, e as moradias foram construídas em um ritmo acelerado.

## Cultura

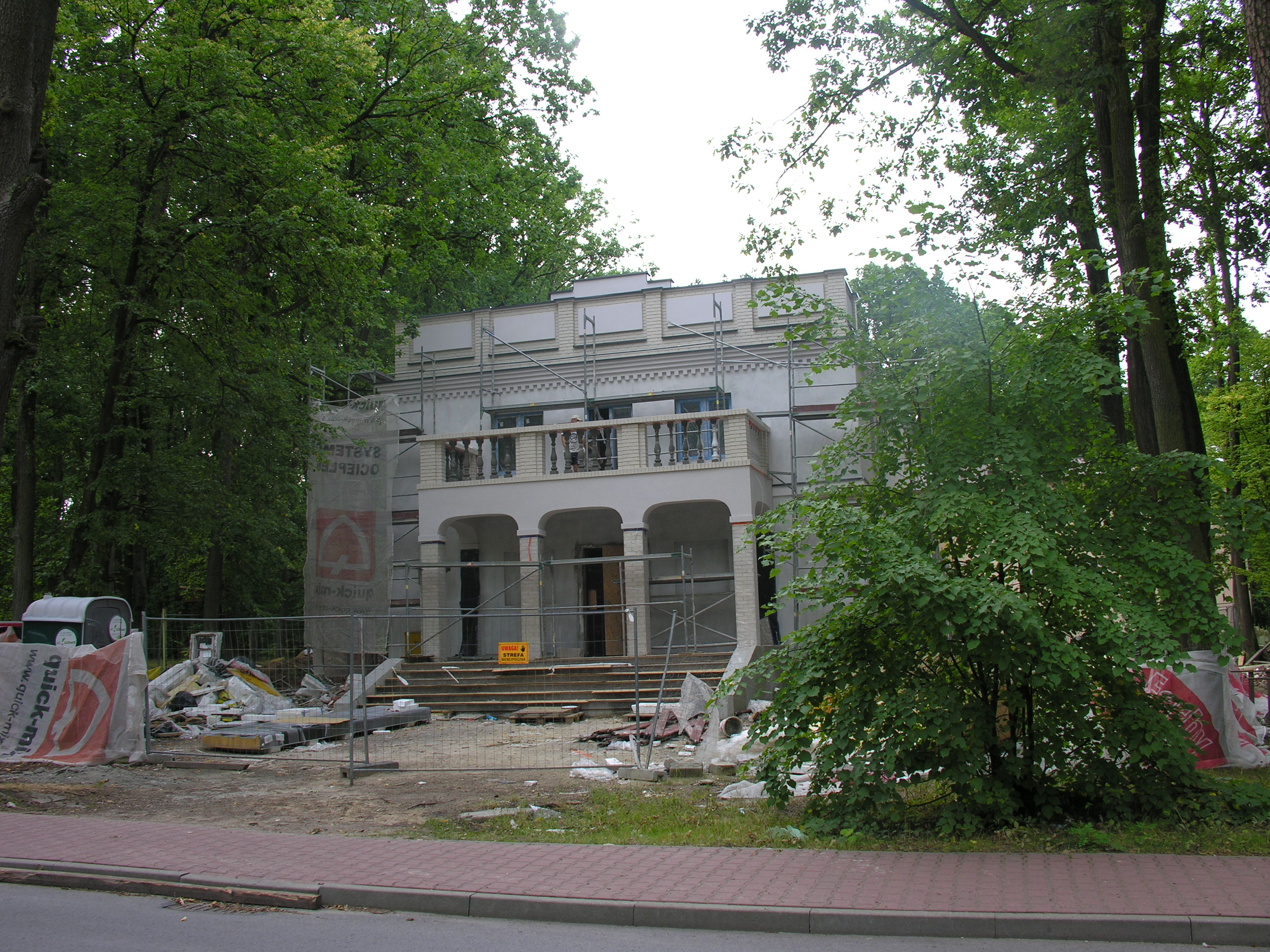
Cineteatro “Czyn” durante a reforma, 2019

### Centro de Cultura, Promoção e Turismo
Existe um centro cultural em Poniatowa desde a década de 1970, inicialmente destinado à fábrica eletromecânica da EDA. Desde 2007, o centro cultural adota a denominação de “Centro de Cultura, Promoção e Turismo”. Existem muitas associações e grupos ativos na área do centro cultural, por exemplo, a Associação de Aposentados, Pensionistas e Pessoas com Deficiência; a Sociedade fotográfica Poniatowski, o Clube dos Soldados da Reserva “Snajper”. Em 2019, o prédio foi totalmente reformado e um banco independente foi colocado em frente à entrada.
- Centro de Cultura, Promoção e Turismo — rua Fabryczna 1[11]

### Biblioteca pública municipal e comunitária
No edifício do Centro de Cultura (CKPiT) funciona a Biblioteca Pública Municipal e Comunitária, também ela datada da década de 1970. Durante o programa “Revitalização da Comuna de Poniatowa”, parte do edifício foi reformada, a biblioteca foi informatizada e novos volumes foram adicionados.
- Biblioteca pública municipal e comunal em Poniatowa — rua Fabryczna 1
- Filial da Biblioteca em Kowala Drugie — Kowala Drugie 29
- Filial da biblioteca em Kraczewice Private — Kraczewice Private 103
- Filial da biblioteca em Niezabitów — Niezabitów 46

### Cineteatro
Em Poniatowa, há um cineteatro “Czyn” construído como um ato social pela cidade e população do entorno. Em 2019, o prédio foi reconstruído e disponibilizado para pessoas com deficiência. Há uma sala de cinema no edifício. Há vários anos, o grupo de filmes Fabryczna Art opera em Poniatowa. Seu documentário Chasing The Acids − Em busca de “Acid Drinkers” recebeu avaliação positiva de fãs e críticos. O vídeo foi incluído no álbum The Hand That Rocks the Coffin do Acid Drinkers.

## Assistência médica
- SPZOZ em Opole Lubelskie com sede em Poniatowa, rua Fabryczna 18[13]
- Sanatório Independente de Tuberculose e Doenças Pulmonares, rua Fabryczna 6

## Educação

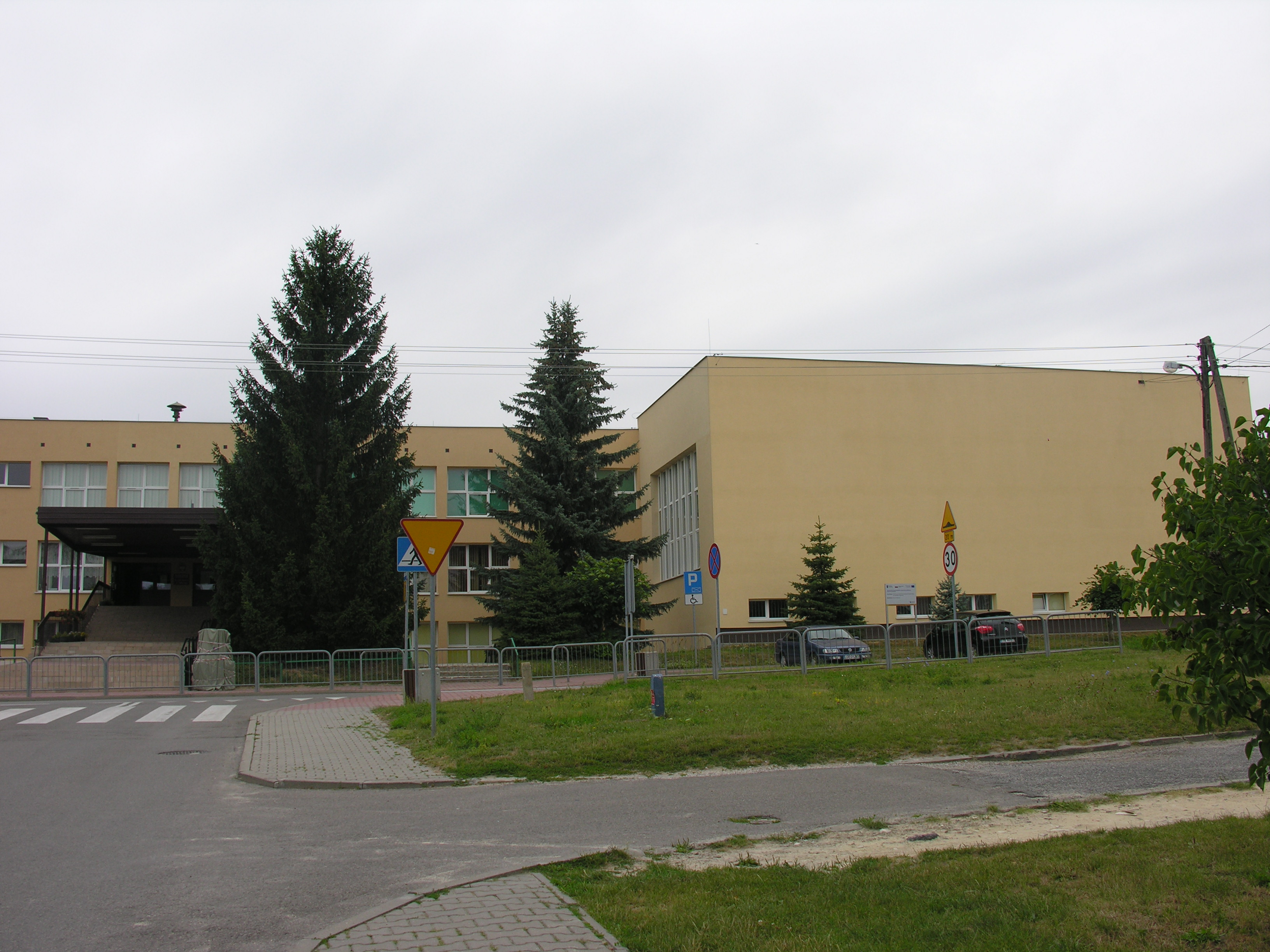
Segundo edifício da Escola primária, antiga Escola secundária

A educação funciona na estrutura organizativa da comuna desde 1996, altura em que, segundo a Lei do Sistema Educativo, assumiu como tarefa obrigatória a gestão das escolas primárias. A Comuna de Poniatowa supervisiona diretamente as seguintes instituições:
- Jardim de infância municipal, rua Szkolna 7[15]
- Escola primária Stefan Żeromski, rua Szkolna 9[16]
- Escola secundária João Paulo II, rua Szkolna 8[17]
- Complexo escolar — na cidade também existem escolas secundárias subordinadas às autoridades do condado em Opole Lubelskie. O Complexo Escolar em Poniatowa consiste em: Escola secundária, escola secundária técnica, complexo de escolas profissionalizantes e escolas para adultos.
  - Escola secundária Józef Piłsudski, rua Fabryczna 16c[18]
  - Escola secundária técnica Eugeniusz Kwiatkowski, rua Fabryczna 16c[18]
  - Escolas para adultos, rua Fabryczna 16c[18]

## Transportes

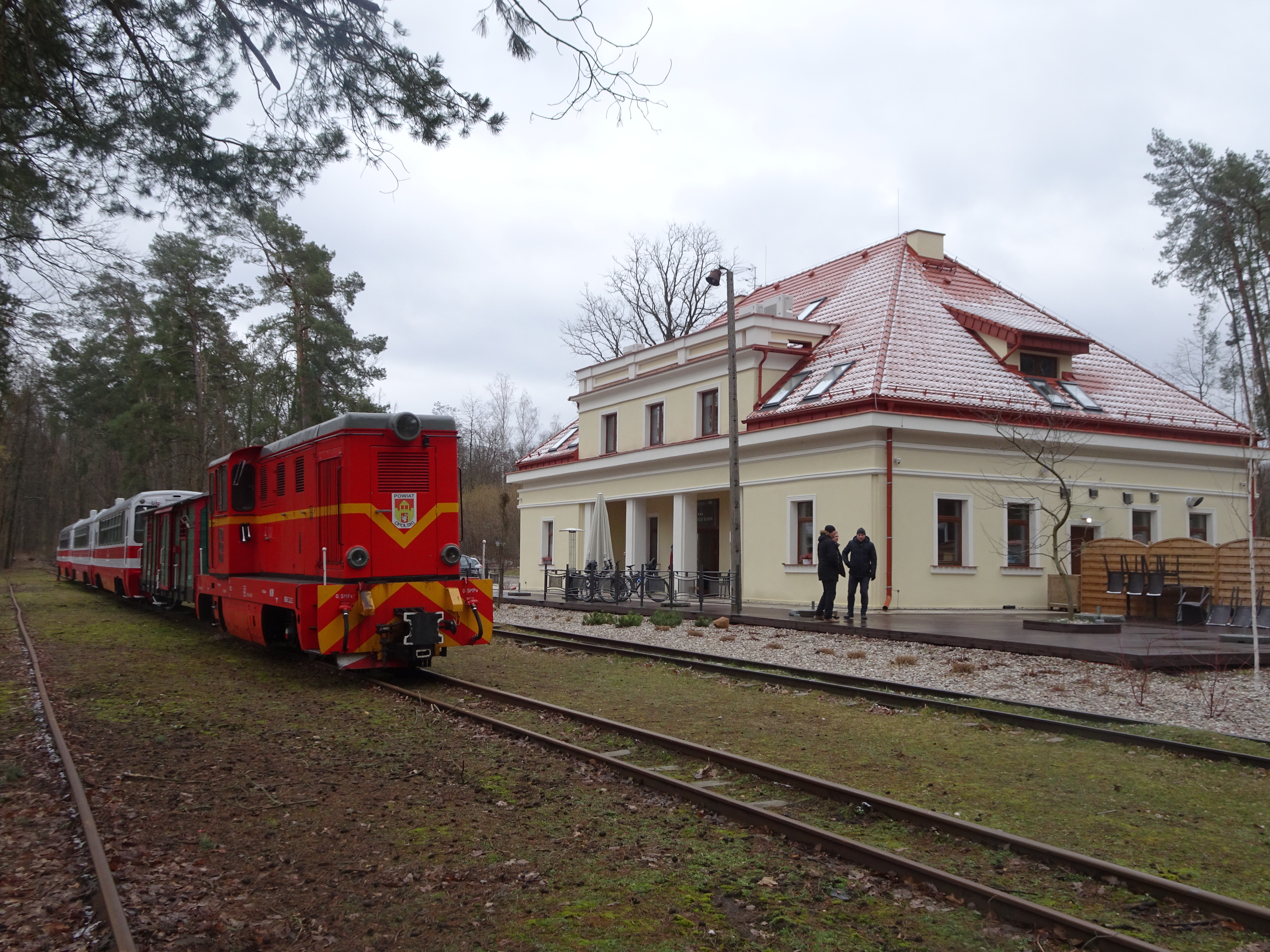
Edifício da estação ferroviária

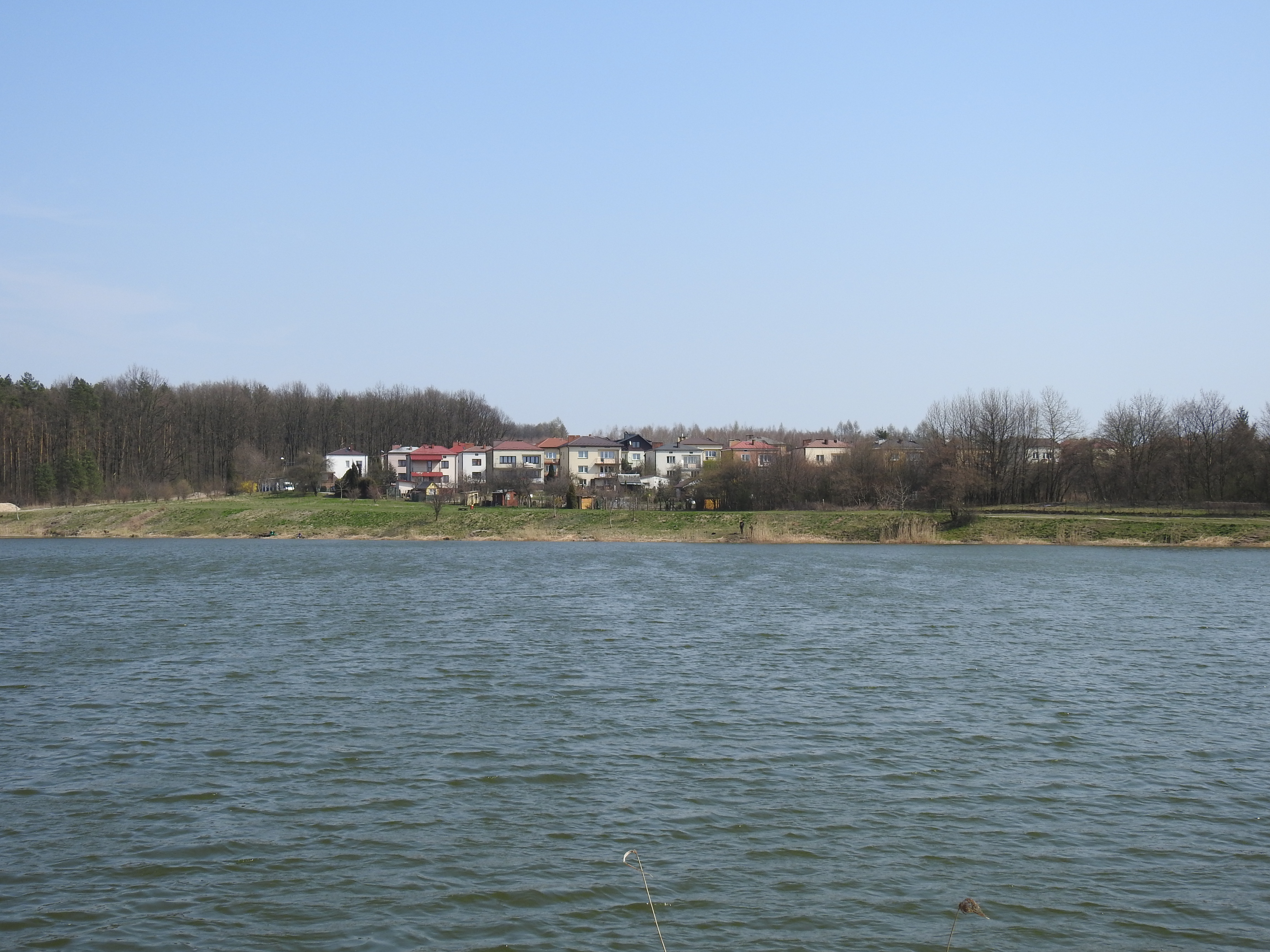
Conjunto habitacional Przylesie

A estrada provincial n.º 832 atravessa a cidade, de Wola Rudzka — Poniatowa — Bełżyce, e a estrada distrital de Chodel — Poniatowa — Wąwolnica. Na praça Konstytucji, no centro da cidade, há uma estação rodoviária servida por ônibus particulares. Na rua Kolejowa, fica a estação ferroviária principal de Poniatowa da Ferrovia de bitola estreita do Vístula.
- Estação rodoviária, praça Konstytucji 3 Maja
- Estação ferroviária, rua Kolejowa 2

## Distritos e conjuntos habitacionais
- Cidade Velha (Modrzewiowa)
- Nowe Miasto-Północ
- Przedwiośnie (Serbinów)
- 1000-lecia
- Przylesie
- Młynki (Poniatowa)
- Nowe Miasto-Południe
- Henin (desde 1979)
- Leśniczówka (até 1952 e novamente a partir de 1979)
- 1000-lecia (Kraczewicka)
- Cidade Velha

## Comunidades religiosas
- Igreja Católica de Rito Latino:
  - Paróquia do Espírito Santo, rua Lubelska 5[19]
- Testemunhas de Jeová:
  - Igreja em Poniatowa (Salão do Reino, rua Kowala I 4A)